# The Drugs Don't Work
«The Drugs Don't Work» —en español: «Las drogas no funcionan»— es una canción de la banda de rock británica The Verve, escrita por el vocalista de la banda, Richard Ashcroft. Es el segundo sencillo del álbum Urban Hymns. Fue lanzada antes del disco, el 1 de septiembre de 1997, llegando a la posición 1 de los charts británicos convirtiéndose así en el sencillo más exitoso de la banda. Aunque el significado exacto de la canción es poco claro, se cree que el compositor Richard Ashcroft la escribió en respuesta a la muerte de su padre. Hay quienes dicen que la canción está influida en la relación con su mujer[cita requerida].
Diversos artistas han hecho covers de esta canción, entre ellos Ben Harper para su álbum Live From Mars y la cantante inglesa Skin. En Australia la versión lo llevó a cabo la banda de post-grunge Grinspoon, mientras que en Canadá el homenaje lo hizo el guitarrista y vocalista de la banda Three Days Grace, Adam Gontier.
El sencillo fue premiado por el canal 4 como uno de los "100 mejores sencillos # 1" y una curiosidad del mismo es que fue lanzado un día después de la muerte de la Princesa Diana.

## Video musical
El video se comenzó a grabar apenas concluido el de Bitter Sweet Symphony, en él la banda da la vuelta en una esquina y camina hasta una máquina expendedora llamada "feelings" (sentimientos), esto es una referencia a la canción "Life's an Ocean" del segundo álbum A northern soul, en el cual Ashcroft canta: "Yo iba a comprar algunos sentimientos / de una máquina expendedora" (la misma se puede apreciar también en la parte posterior del álbum). El resto del video muestra a la banda dentro de una casa tocando la canción, en parte en blanco y negro. El concepto original para el vídeo iba a mostrar a la banda en un laberinto para ilustrar su "pérdida de rumbo".

## Lista de canciones
- D1 HUTDG88

1. «The Drugs Don't Work»
2. «Three Steps»
3. «The Drugs Don't Work» (demo)

- CD2 HUTDX88

1. «The Drugs Don't Work»
2. «Bitter Sweet Symphony» (James Lavelle Remix)
3. «The Crab»
4. «Stamped»

- Vinilo 12" HUT88

1. «The Drugs Don't Work» (radio edit)
2. «The Drugs Don't Work» (demo versión)
3. «Three Steps»
4. «The Crab»

## Otras apariciones
Esta canción ha aparecido en diversos ámbitos de la cultura:
El tema ocupó el puesto 60 de la lista 100 mejores canciones de todos los tiempos de la revista Q en el año 2006.
Está clasificado por especialistas como una de las canciones más tristes del mundo, la canción ocupa el 6.º puesto de ese listado[cita requerida].